# Грабау (Штормарн)
Грабау (њем. Grabau) општина је у њемачкој савезној држави Шлезвиг-Холштајн. Једно је од 55 општинских средишта округа Штормарн. Према процјени из 2010. у општини је живјело 808 становника. Посједује регионалну шифру (AGS) 1062019.

## Географски и демографски подаци
Грабау се налази у савезној држави Шлезвиг-Холштајн у округу Штормарн. Општина се налази на надморској висини од 31 метра. Површина општине износи 9,1 km². У самом мјесту је, према процјени из 2010. године, живјело 808 становника. Просјечна густина становништва износи 88 становника/km².

## Међународна сарадња
| Мјесто      | Држава   | Врста сарадње | Од    |
| ----------- | -------- | ------------- | ----- |
| Верска Валд | Естонија | контакт       | 1995. |
| Извор       |          |               |       |